# Essi Söderholm
Essi Söderholm (...) è una giocatrice di football americano finlandese, che gioca come runningback per le Helsinki Wolverines.
In precedenza ha giocato per le Kotka Eagles e per le Sankt Petersburg Valkyries.

## Palmarès
- 1 Europeo (2019)